# جین کاتهند گودویل
جین کاتهند گودویل (انگلیسی: Jean Cuthand Goodwill؛ ۱۹۲۸ – ۲۵ اوت ۱۹۹۷) یک پرستار کانادایی از تبار بومیان اولیهٔ کری بود. وی نخستین زن بومی نخستین ساسکاچوان بود که موفق به فارغ‌التحصیلی در رشتهٔ پرستاری در سال ۱۹۵۴ میلادی شد.
وی پس از فارغ‌التحصیلی، در نقاط دوردست و صعب‌العبور ساسکاچوان مشغول به کار شد، به‌نحوی که برای رسیدن به بیماران خود از سگ‌های سورتمه و هواپیماهای کوچک تک‌ملخه استفاده می‌کرد. وی مدتی نیز در برمودا کار کرد.
او یکی از بانیان انجمن پرستاران بومی کانادا (CINA) بود و از سال ۱۹۸۳ تا ۱۹۹۰ میلادی ریاست آنرا به‌عهده داشت. وی همچنین نخستین زن سرخپوست بود که به عنوان «مشاور مخصوص» وزیر بهداشت و رفاه دولت کانادا خدمت کرد و مدتی نیز با «سازمان امور بومیان و نواحی شمالی کانادا» همکاری داشت. وی در سال ۱۹۸۶ میلادی از دانشگاه کویینز دکترای افتخاری دریافت نمود.
گودویل در سال ۱۹۹۷ میلادی در اثر ابتلا به سرطان در شهر رجاینا درگذشت.